# ملویل (اورگن)
ملویل (به انگلیسی: Melville) یک منطقهٔ مسکونی در ایالات متحده آمریکا است که در Clatsop County واقع شده‌است. ملویل ۷٫۹۲ متر بالاتر از سطح دریا واقع شده‌است.